# El disco del año
El disco del año fue una gala anual que emitió La 1 de Televisión Española desde 2005 hasta 2011, donde los telespectadores decidían qué artista ganaría el premio Disco del año por su álbum discográfico.
La presentadora que más años lo presentó fue Anne Igartiburu, con cuatro galas. Carlos Lozano lo presentó en dos galas. Casi todos los años la gala se emitió desde los Estudios Buñuel.
En 2012, TVE rechazó emitir la gala por motivos presupuestarlos y la gala se pudo ver por YouTube.

## Presentadores
| Año  | Presentadores                                     | Medio de difusión |
| ---- | ------------------------------------------------- | ----------------- |
| 2005 | Carlos Lozano y Patricia Conde                    | La 1              |
| 2006 | Carlos Lozano, Nina, Marta Nieto y Sandra Daviú   | La 1              |
| 2007 | Antonio Garrido, Ainhoa Arbizu y Ruth Jiménez     | La 1              |
| 2008 | Anne Igartiburu, Ángel Rielo y Fernanda Castillo  | La 1              |
| 2009 | Anne Igartiburu y María Zabay                     | La 1              |
| 2010 | Anne Igartiburu, José Ángel Leiras y Lara Ruiz    | La 1              |
| 2011 | Anne Igartiburu, Alberto Herrera y Jesús Guerrero | La 1              |
| 2012 | Alberto Herrera y Jesús Guerrero                  | YouTube           |

## Ganadores
Ganadores del premio Disco del año elegidos por los telespectadores:
| Artista       | Álbum                             | Año  | Canal   |
| ------------- | --------------------------------- | ---- | ------- |
| El Arrebato   | Que salga el sol por donde quiera | 2005 | La 1    |
| Rosa López    | Me siento viva                    | 2006 | La 1    |
| Miguel Bosé   | Papito                            | 2007 | La 1    |
| Rosario       | Parte de mí                       | 2008 | La 1    |
| David Bisbal  | Sin mirar atrás                   | 2009 | La 1    |
| Sergio Dalma  | Trece                             | 2010 | La 1    |
| Pablo Alborán | Pablo Alborán                     | 2011 | La 1    |
| Malú          | Dual                              | 2012 | YouTube |

## Audiencias
| Edición | Fecha      | Cadena | Espectadores | Share |
| ------- | ---------- | ------ | ------------ | ----- |
| 1.ª     | 6/12/2005  | La 1   | 1.608.000    | 15,6% |
| 2.ª     | 26/12/2006 | La 1   | 2.673.000    | 18,0% |
| 3.ª     | 26/12/2007 | La 1   | 2.251.000    | 16,1% |
| 4.ª     | 29/12/2008 | La 1   | 2.307.000    | 17,5% |
| 5.ª     | 28/12/2009 | La 1   | 1.954.000    | 14,8% |
| 6.ª     | 29/12/2010 | La 1   | 2.415.000    | 16,2% |
| 7.ª     | 27/12/2011 | La 1   | 2.202.000    | 14,1% |